# Михаил I Хумн
Михаил I Хумн (на средногръцки: Μιχαὴλ Χούμνος) е византийски православен духовник от XII век, юрист канонист, солунски митрополит от 1122 до 1133 година.

## Биография
Михаил Хумн произхожда от големия род Хумн. В 1121 година Хумн е засвидетелстван като хартофилакс на Константинополската патриаршия. Скоро след това в 1122 година става митрополит в Солун. Умира в 1133 година. Хумн е специалист по църковно право. Занимава се предимно със законите за брака и особено със степените на роднинство, като смята, че при шеста степен е допустим брак. Автор е и на малък труд за постите в сряда и петък.

## Издания
- Σύνταγμα τῶν θείων καὶ ἱερῶν Κανόνων, ὑπὸ Ράλλη-Ποτλῆ, Τόμος Ε', Ἀθήνα 1855, 397-398[неработеща препратка] = Patrologia Graeca, Bd. 119, Paris 1864, Sp. 1297-1300
- Λάμπρου Π. Σπύρος, in: Νέος Ἑλληνομνήμων, Bd. 12, 1915, S. 393-395
- Andreas Schminck, in: Fontes minores, Bd. III, 1979, S. 228-232
- V. Beneševič, in: Studi bizantini e neoellenici, Bd. 2, 1927, S. 184-185